# Geografia Macedonii Północnej

Mapa fizyczna Republiki Macedonii Północnej

Republika Macedonii Północnej jest niewielkim krajem leżącym w południowo-wschodniej Europie (Bałkany), a dokładniej w środkowej części Półwyspu Bałkańskiego, w geograficzno-historycznym regionie Macedonii. Państwo nie ma dostępu do morza. Kraj cechuje się wyżynno-górzystym krajobrazem.

## Powierzchnia i granice
Powierzchnia – 25 713 km², co odpowiada wielkością przeciętnego polskiego województwa.
Skrajne punkty: północny 42°22'N, południowy 40°51'N, zachodni 20°27'E, wschodni 23°18'E. Kraj o owalnym konturze, rozciągłość południkowa wynosi 160 km, a równoleżnikowa 215 km
Macedonia Północna graniczy z następującymi państwami:

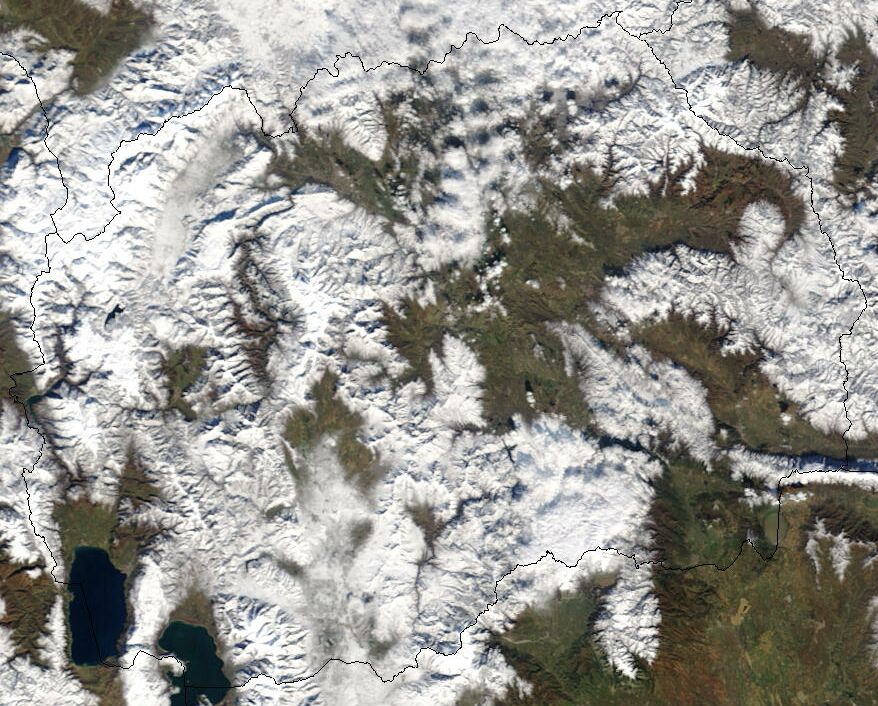
Zdjęcie satelitarne Macedonii Północnej wykonane zimą

- Albania – 151 km
- Serbia – 221 km
- Bułgaria – 148 km
- Grecja – 246 km

## Budowa geologiczna i rzeźba
Wpływ na strukturę obecnej rzeźby krajobrazu Macedonii Północnej miały trzeciorzędowe ruchy tektoniczne, w wyniku których powstał szereg pasm górskich. Podłoże macedońskich gór jest zbudowane ze starych skał krystalicznych, w skład których wchodzą granitty i łupki. Większą część powierzchni Macedonii Północnej stanowią młode, położone w strefie aktywnej sejsmicznie, góry fałdowe. Na wschodzie i południu kraju znajdują się pasma górskie zbudowane z archaicznych skał krystalicznych i łupków pochodzących z paleozoiku.
Obszar kraju jest wyżynno-górzysty. Rzeźba kraju jest zrębowa, a między górami powstały zapadliskowe kotliny takie jak: Owcze Pole, Kumanowe Pole i Skopsko Polje. Zachodnia część kraju jest wybitnie górzysta. Znajdują się tam wysokie pasma górskie: Szar Płanina i Korab, gdzie wznosi się najwyższy szczyt kraju Golem Korab o wysokości 2764 m n.p.m. W centralnej części kraju znajdują się liczne masywy górskie o dość łagodnych zboczach. Obszary gór w Macedonii Północnej rozdzielają wyżynne kotliny zapadliskowe. Terytorium Macedonii Północnej jest obszarem aktywnym sejsmicznie. Katastrofalne trzęsienie ziemi w 1963 roku spowodowało zniszczenie Skopje.

## Klimat

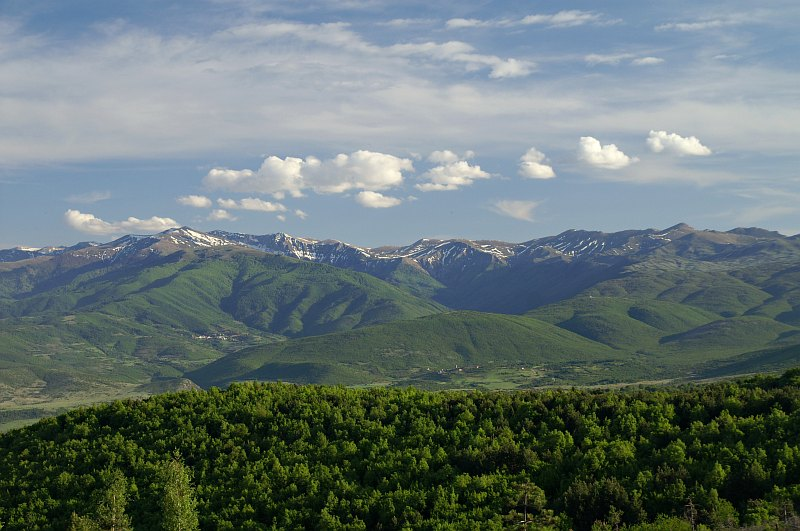
Góry w Macedonii Płn.

Macedonia Północna znajduje się w strefie klimatu podzwrotnikowego. Dolina Wardaru i Strumicy umożliwia masom powietrza śródziemnomorskiego docieranie w głąb kraju. Tereny górskie cechują się klimatem umiarkowanym, zaś obszary gdzie występują wysokie góry to region występowania pięter klimatycznych. Warto zaznaczyć fakt, że w Macedonii Północnej zaznacza się wyraźny wpływ suchych, kontynentalnych mas powietrza. Pogoda w kraju cechuje się długimi i stosunkowo suchymi latami oraz chłodnymi i mroźnymi na terenach górskich zimami.
Roczna średnia temperatura to 24 °C. Temperatury latem na terenach nisko położonych są wysokie i średnie wartości wynoszą 31 °C. Występuje duża liczba dni z upałami. Maksymalne wartości dochodzą latem do 40 °C w okolicach miasta Demir Kapija. W górach temperatury są niższe. Zimy są dość chłodne, gdzie średnie wartości wynoszą około -1 °C na terenach nisko położonych, zaś na terenach górskich występują mrozy do, a nawet poniżej -20 °C. Temperatura ta zależy od wysokości nad poziomem morza.
Pomimo pewnych cech kontynentalnych opady w kraju są stosunkowo wysokie, co wiąże się z obecnością gór. Na terenach górskich średnia roczna opadowa przekracza 1200 mm. W zachodniej Macedonii Północnej opady wynoszą od 700 do 800 mm rocznie. Jedynie w dolinach na południu i na wschodzie wartości te wynoszą średnio od 500 do 600 mm rocznie. Minimum opadowe to 400 mm. Zima opady występują głównie pod postacią śniegu, zwłaszcza na terenach górskich.

## Wody
Większość powierzchni kraju należy do zlewiska Morza Egejskiego, jedynie zachodnie tereny to zlewisko Morza Adriatyckiego. Sieć rzeczna jest gęsta, czego główną przyczyną jest rzeźba terenu. Największą rzeką jest Wardar, należący do zlewiska Morza Egejskiego, w granicach kraju liczy 301 km. Dopływami Wardaru są: Bregałnica, Crna Reka i Treska. Drugą ważną rzeką jest Strumica, która także należy do zlewiska Morza Egejskiego. W granicach kraju liczy 81 km. Do Morza Adriatyckiego uchodzą zaś Czarny Drin i Radika. Rzeki zasilane są głównie w zimie i wczesną wiosną, przez śnieg i deszcz. Latem z powodu chronicznych braków opadów, rzeki mają niskie wodostany. Niektóre zwłaszcza mniejsze dopływy wysychają.
Macedonia Północna wraz z Grecją i Albanią dzieli trzy duże jeziora. Jezioro Ochrydzkie – powierzchnia: 347 km², przebiega przez nie granica Macedonii Północnej i Albanii. Prespa – powierzchnia: 288 km², przebiega przez nie granica Macedonii Północnej, Albanii i Grecji. Dojran – powierzchnia: 43 km², przebiega przez nie granica Macedonii Północnej i Grecji. Do większych zbiorników należą Mawrowo i Debarsko.

## Gleby
Pokrywa glebowa jest zróżnicowana. W górach występują gleby bielicowe, zaś zbocza i wierzchowiny pokrywają płytkie gleby szkieletowe. W kotlinach, na rzecznych i w jeziornych osadach, występują żyzne smolnice, które dawniej miały postać czarnych gleb bagiennych. W dolinach rzek występują aluwia. Niektóre kotliny Macedonii Północnej jak np. Owcze Pole są pokryte glebami o dużej zawartości soli.

## Flora
Występuje piętrowość roślinna. Tereny nisko położone pokryte są roślinnością o cechach stepowych. Od wysokości 700–800 m n.p.m. rosną niewielkie formacje leśne złożone z dębów, grabów i kasztanów. Zwarte i duże formacje leśne rosną na wysokością przekraczających 1000 m n.p.m. czyli na terenach o większych opadach. Tereny gór średnie zawierają gatunki liściaste jak brzozy i buki, zaś wyżej obszar przechodzi w strefę iglastą. Lasy iglaste wyższych partii gór reprezentują jodły, a poza nimi rosną pozostałości borów sosnowych i karłowate sosny. Wyżej lasy przechodzą w łąki górskie. W zachodniej części kraju lasy składają się głównie z buków i dębów, ze względu na wyższe opady. Na wschodzie, gdzie jest bardziej sucho, rosną lasy sosnowe z domieszką dęba. Ogólnie obszary leśne zajmują 1/3 powierzchni kraju.

## Fauna
Świat zwierząt jest dość dobrze zachowany, fauna typowa dla obszarów lasów Europy. Z ssaków Macedonii Północnej występują: wilki, lisy, niedźwiedzie, jelenie i kozice, żyjące wysoko w górach. Rysie występują w niewielkiej ilości, jedynie na terenach górskich zachodniej Macedonii Północnej. Do ptaków należą bociany, orły, jastrzębie, a także sowy i cietrzewie. W jeziorach i w rzekach żyją pstrągi, płocie i węgorze.
Do parków narodowych należą: Galičica (między jez.: Ochrydzkim i Prespa), Mawrowo (na południe od Gostivaru) oraz Pelister (na południowy zachód od Bitoli). Całkowita powierzchnia terenów chronionych wynosi 212 tys. ha (w tym 3 parki nar.).